# Мерлара
Мерла̀ра (на италиански и на венециански: Merlara) е малко градче и община в Северна Италия, провинция Падуа, регион Венето. Разположено е на 12 m надморска височина. Населението на общината е 2748 души (към 2014 г.).